# 아이다호 주립 대학교
아이다호 주립 대학교(Idaho State University)는 미국 아이다호 포커텔로에 있는 주립대학교이다. 간호학과 약학과 유명하면 아이다호가속기센타, 아이다호국립연구소가 주위에 있어 물리학 원자력공학에 대한 연구가 활발하다.